# Payao
Payao is een gemeente in de Filipijnse provincie Zamboanga Sibugay op het eiland Mindanao. Bij de laatste census in 2007 had de gemeente bijna 28 duizend inwoners.

## Geografie

### Bestuurlijke indeling
Payao is onderverdeeld in de volgende 29 barangays:
| - Balian - Balogo - Balungisan - Binangonan - Bulacan - Bulawan - Calape - Dalama - Fatima - Guintolan - Guiwan - Katipunan - Kima - Kulasian - Kulisap | - La Fortuna - Labatan - Mayabo - Minundas - Mountain View - Nanan - Poblacion - San Isidro - San Roque - San Vicente - Silal - Sumilong - Talaptap - Upper Sumilong |

## Demografie
Payao had bij de census van 2007 een inwoneraantal van 27.623 mensen. Dit zijn 587 mensen (2,2%) meer dan bij de vorige census van 2000. De gemiddelde jaarlijkse groei komt daarmee uit op 0,30%, hetgeen lager is dan het landelijk jaarlijks gemiddelde over deze periode (2,04%). Vergeleken met de census van 1995 is het aantal mensen met 2.610 (10,4%) toegenomen.

De bevolkingsdichtheid van Payao was ten tijde van de laatste census, met 27.623 inwoners op 245,66 km², 112,4 mensen per km².